# 海南短萼齿木
海南短萼齿木（学名：Brachytome hainanensis），为茜草科短萼齿木属下的一个植物种。其种加词“hainanensis”意为“海南的”。